# Picot ventrebarrat
El picot ventrebarrat (Veniliornis nigriceps) és una espècie d'ocell de la família dels pícids. Viu a altituds d'entre 2.000 i 4.000 msnm a Bolívia, Colòmbia, l'Equador i el Perú. El seu hàbitat natural són els boscos. És una espècie en risc mínim, és a dir, no sembla que hi hagi cap amenaça significativa per a la seva supervivència. El seu nom específic, nigriceps, significa 'capnegre' en llatí.